# ماكس راب
ماكس راب (بالإنجليزية: Max Raab)‏ هو مصمم أزياء ومنتج أفلام أمريكي، ولد في 9 يونيو 1926 في فيلادلفيا في الولايات المتحدة، وتوفي في 21 فبراير 2008.

## وصلات خارجية
- ماكس راب على موقع IMDb (الإنجليزية)
- ماكس راب على موقع قاعدة بيانات الفيلم (الإنجليزية)